# 2011–2012-es magyar férfi vízilabdakupa
A 2011–2012-es magyar férfi vízilabdakupa, szponzorált nevén az Theodora-Magyar Kupa, a nyolcvanötödik kiírás volt a versenysorozat történetében. A kupára tizenhat csapat nevezett. A győzelmet a Szeged szerezte meg.

## Eredmények

### Selejtező
szeptember 17–18.
A csoport (MOM uszoda)
| Hely. | Csapat       | M | Gy | D | V | G+ | G– | Gk  | P | Továbbjutás vagy kiesés      |      | BHSE | PVSK  | YBL   | KAP  |
| ----- | ------------ | - | -- | - | - | -- | -- | --- | - | ---------------------------- | ---- | ---- | ----- | ----- | ---- |
| 1.    | Bp. Honvéd   | 3 | 3  | 0 | 0 | 57 | 8  | +49 | 9 | Továbbjutott a negyeddöntőbe |      | —    | 17–4  | 22–2  | 18–2 |
| 2.    | PVSK         | 3 | 2  | 0 | 1 | 28 | 33 | −5  | 6 | Továbbjutott a negyeddöntőbe |      | 4–17 | —     | 13–11 | 11–5 |
| 3.    | Ybl WPC      | 3 | 1  | 0 | 2 | 21 | 42 | −21 | 3 |                              |      | 2–22 | 11–13 | —     | 8–7  |
| 4.    | Kaposvári VK | 3 | 0  | 0 | 3 | 14 | 37 | −23 | 0 |                              | 2–18 | 5–11 | 7–8   | —     |      |

B csoport (Szolnok)
| Hely. | Csapat                     | M | Gy | D | V | G+ | G– | Gk  | P | Továbbjutás vagy kiesés      |      | VAS  | SZOL | SZEN | EKF  |
| ----- | -------------------------- | - | -- | - | - | -- | -- | --- | - | ---------------------------- | ---- | ---- | ---- | ---- | ---- |
| 1.    | Vasas SC                   | 3 | 2  | 1 | 0 | 46 | 19 | +27 | 7 | Továbbjutott a negyeddöntőbe |      | —    | 8–8  | 19–6 | 19–5 |
| 2.    | Szolnoki Dózsa             | 3 | 2  | 1 | 0 | 33 | 20 | +13 | 7 | Továbbjutott a negyeddöntőbe |      | 8–8  | —    | 12–8 | 13–4 |
| 3.    | Szentesi VK                | 3 | 1  | 0 | 2 | 28 | 36 | −8  | 3 |                              |      | 6–19 | 8–12 | —    | 14–5 |
| 4.    | Eszterházy Károly Főiskola | 3 | 0  | 0 | 3 | 14 | 46 | −32 | 0 |                              | 5–19 | 4–13 | 5–14 | —    |      |

C csoport (Szeged)
| Hely. | Csapat                | M | Gy | D | V | G+ | G– | Gk  | P | Továbbjutás vagy kiesés      |      | SZEG | FTC   | OSC   | SZVS |
| ----- | --------------------- | - | -- | - | - | -- | -- | --- | - | ---------------------------- | ---- | ---- | ----- | ----- | ---- |
| 1.    | Szegedi VE            | 3 | 3  | 0 | 0 | 64 | 16 | +48 | 9 | Továbbjutott a negyeddöntőbe |      | —    | 18–5  | 19–7  | 27–4 |
| 2.    | Ferencváros           | 3 | 1  | 1 | 1 | 36 | 33 | +3  | 4 | Továbbjutott a negyeddöntőbe |      | 5–18 | —     | 10–10 | 21–5 |
| 3.    | Orvosegyetem SC       | 3 | 1  | 1 | 1 | 34 | 34 | 0   | 4 |                              |      | 7–19 | 10–10 | —     | 17–5 |
| 4.    | Szegedi Vízipóló Suli | 3 | 0  | 0 | 3 | 14 | 65 | −51 | 0 |                              | 4–27 | 5–21 | 5–17  | —     |      |

D csoport (Debrecen)
| Hely. | Csapat              | M | Gy | D | V | G+ | G– | Gk  | P | Továbbjutás vagy kiesés      |      | EGER | DEB  | BVSC | HPVK |
| ----- | ------------------- | - | -- | - | - | -- | -- | --- | - | ---------------------------- | ---- | ---- | ---- | ---- | ---- |
| 1.    | Egri VK             | 3 | 3  | 0 | 0 | 46 | 13 | +33 | 9 | Továbbjutott a negyeddöntőbe |      | —    | 12–5 | 14–6 | 20–2 |
| 2.    | Debreceni VSE       | 3 | 2  | 0 | 1 | 29 | 21 | +8  | 6 | Továbbjutott a negyeddöntőbe |      | 5–12 | —    | 8–5  | 16–4 |
| 3.    | BVSC-Zugló          | 3 | 1  | 0 | 2 | 24 | 25 | −1  | 3 |                              |      | 6–14 | 5–8  | —    | 13–3 |
| 4.    | Honvéd-Pesterzsébet | 3 | 0  | 0 | 3 | 9  | 49 | −40 | 0 |                              | 2–20 | 4–16 | 3–13 | —    |      |

### Negyeddöntő
november 4–5.
| 1. csapat  | Össz. | 2. csapat      | 1. mérk. | 2. mérk. |
| ---------- | ----- | -------------- | -------- | -------- |
| Szegedi VE | 32–14 | Ferencváros    | 13–5     | 19–9     |
| Pécsi VSK  | 11–31 | Szolnoki Dózsa | 7–13     | 4–18     |
| BVSC-Zugló | 16–27 | Egri VK        | 6–15     | 10–12    |
| Bp. Honvéd | 15–14 | Vasas SC       | 8–5      | 7–9      |

### Elődöntő
november 12., Szőnyi út
| 1. csapat      | Eredmény | 2. csapat  |
| -------------- | -------- | ---------- |
| Egri VK        | 8–9      | Bp. Honvéd |
| Szolnoki Dózsa | 4–8      | Szegedi VE |

### Döntő
| 2011. november 13. 11:40 | Bp. Honvéd                                       | 8–9         | Szegedi VE                                                                 | Szőnyi út Nézőszám: 1200 Játékvezetők: Vogel Gábor ifj. Juhász György |
| 2011. november 13. 11:40 | (1–1, 3–2, 3–3, 1–3)                             |             |                                                                            | Szőnyi út Nézőszám: 1200 Játékvezetők: Vogel Gábor ifj. Juhász György |
| 2011. november 13. 11:40 | Mátyás 2 Salamon 2 Szivós 2 Hangody 1 Gór-Nagy 1 | Jegyzőkönyv | Younger 2 Török 1 Turzai 1 Kayes 1 Kiss Cs. 1 Kunac 1 Molnár T. 1 Juhász 1 | Szőnyi út Nézőszám: 1200 Játékvezetők: Vogel Gábor ifj. Juhász György |

A Szeged kupagyőztes csapatának tagjai: Baksa László, Bálint Gergő, Hegedűs Gábor, Juhász Zsolt, Joseph Kayes, Kiss Csaba, Aljoša Kunac, Lehmann István, Molnár Dávid, Molnár Tamás, Palotás Gergely, Somogyi Balázs, Török Béla, Turzai Gábor, Varga Péter, Vincze Márk, Aaron Younger, vezetőedző: Vincze Balázs